# Beaucoudray
 Beaucoudray  es una población y comuna francesa, en la región de Baja Normandía, departamento de Mancha, en el distrito de Saint-Lô y cantón de Tessy-sur-Vire.

## Demografía
| 228 | 188 | 169 | 131 | 119 | 129 |
| Para los censos de 1962 a 1999 la población legal corresponde a la población sin duplicidades (Fuente: INSEE [Consultar]) |     |     |     |     |     |